# Obraźnik

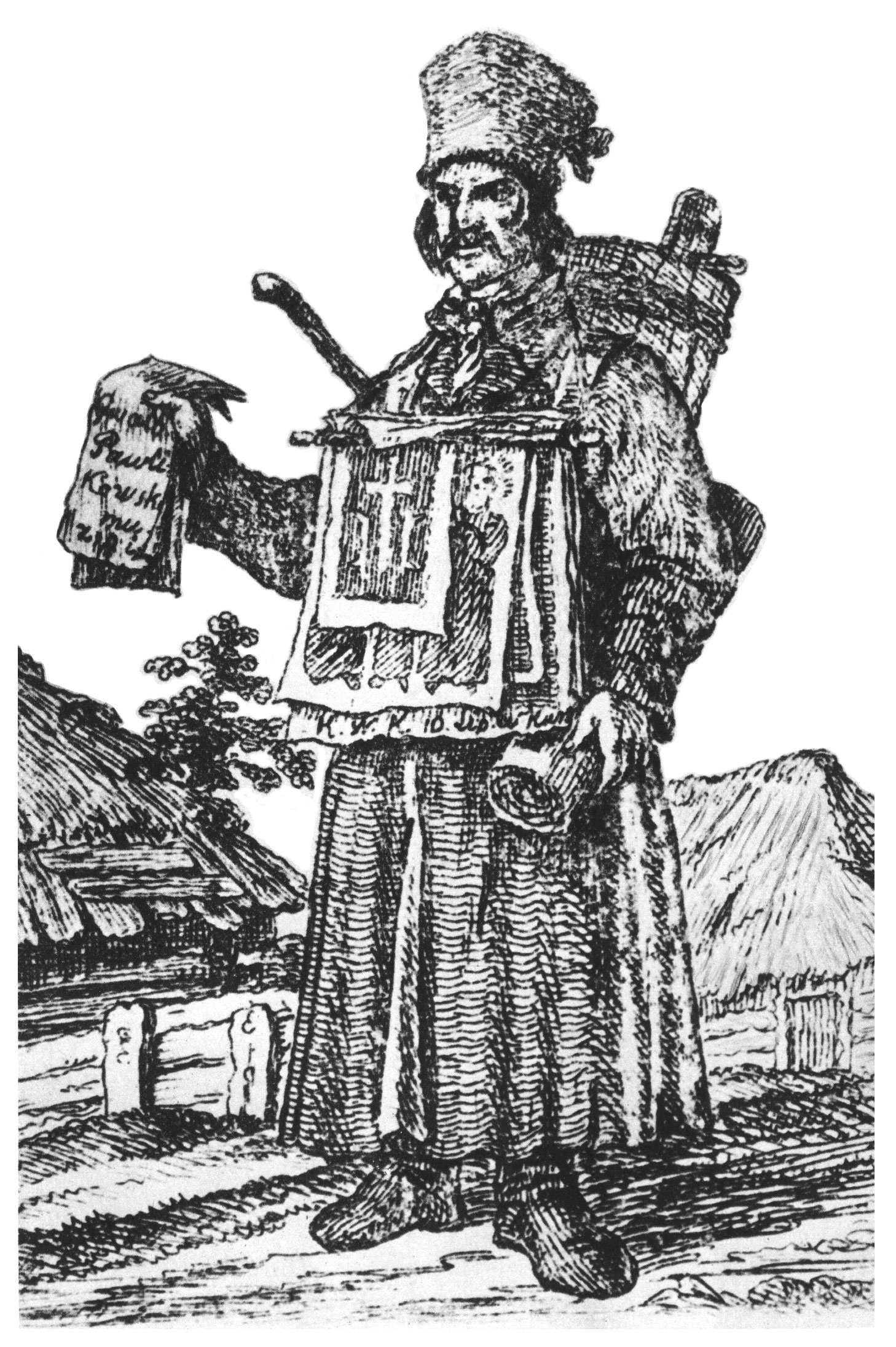
Ochweśnik na XIX-wiecznym kwasorycie polskiego grafika Kajetana Kielisińskiego

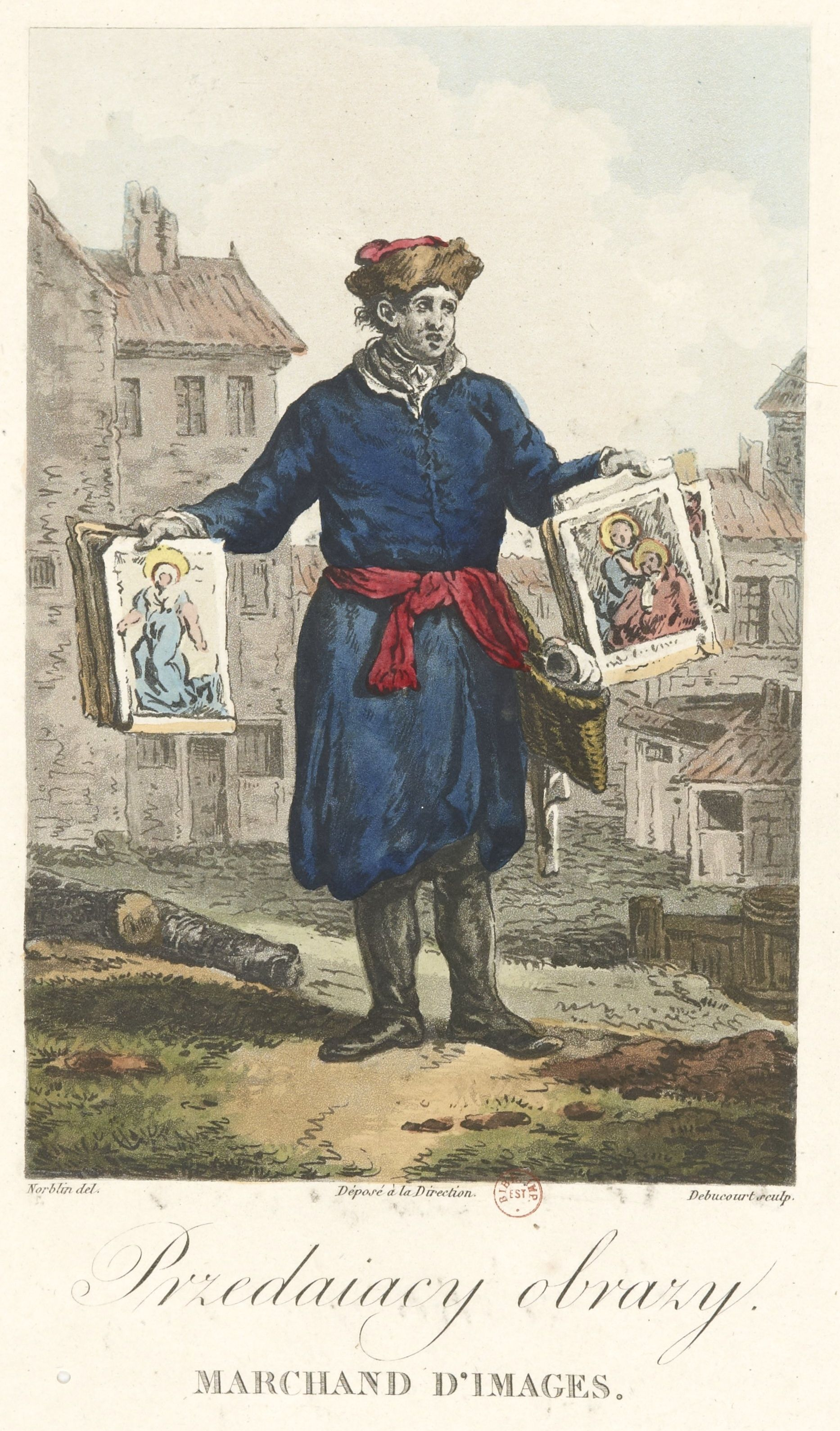
„Przedający obrazy” – rysunek Jana Norblina

Obraźnik, ochweśnik – wymarły zawód polegający na wytwarzaniu obrazów, rycin i odbitek drzeworytniczych wykonanych głównie na papierze – przeważnie o tematyce dewocyjnej i religijnej, oraz ich domokrążnej sprzedaży.

## Historia
Badaczom trudno obecnie ustalić, kiedy ochweśnictwo pojawiło się w Polsce, jednak folkloryści XIX-wieczni, którzy jako pierwsi badali oraz rejestrowali zwyczaje ludu, zaobserwowali działalność obraźników jako powszechny element polskiej kultury ludowej. Obraźnicy zajmowali się wyrobem drzeworytów oraz wykonywaniem z nich odbitek na papierze. Produkowali „święte obrazki”, przedstawiające Matkę Boską, Jezusa, sceny biblijne oraz wszystkich świętych, które później sprzedawali na jarmarkach, odpustach, a także chodząc bezpośrednio po domostwach.
Za centrum działalności ochweśników uznawany był Skulsk oraz Ślesin w Wielkopolsce. Ambroży Grabowski w swoich wspomnieniach nadmienia również o dwóch sławnych obraźnikach Saganie oraz Wojciechu Bryndzy ze wsi Bobrek koło Krakowa, która uznawana była za małopolską stolicę drzeworytnictwa oraz obraźnictwa.
Według badaczy folkloru, obraźnicy początkowo sprzedawali własne dzieła, aby później wraz ze wzrostem popytu podzielić się na twórców oraz marszandów, którzy zajmowali się tylko dystrybucją. Handlarze świętych obrazków wychodzili daleko poza granice Wielkopolski i trudnili się sprzedażą na całych ziemiach polskich.
Z biegiem czasu obraźnicy rozszerzyli swój asortyment również o religijne dewocjonalia, książeczki do nabożeństwa, a nawet prozaiczne przedmioty, takie jak drobne rzeczy codziennego użytku czy lekarstwa.

## Ochwest
Hermetyczny charakter środowiska handlarzy obrazami oraz długie podróże, w czasie których sprzedawcy kontaktowali się z różnymi narodami, doprowadziły do wytworzenia się specyficznego żargonu zawodowego zwanego żargonem ochweśnickim. Określenie „ochweśnicy”, jakie nadano obraźnikom, wywodzi się od rosyjskiego słowa ochwest, oznaczającego święty obraz i zostało przejęte przez obraźników do gwary ochweśnickiej. Żargon ten po ochweśnicku zwany „kminą” („kminić” znaczy mówić; „kmina” to mowa) składał się z wyrazów zapożyczonych z polskiego żargonu złodziejskiego (70% słów, na przykład: „majcher” – nóż, „kirzyć” – pić, „sumer” – chleb); rusycyzmów handlowych („opulić” – kupić); jidisz, niemieckiego oraz w niewielkiej części z czechizmów, takich jak „braśka” – brat.
Żargon ochweśnicki powstał w I poł. XIX wieku, pomiędzy rokiem 1832, kiedy władze carskie rozpoczęły prześladowanie unitów mieszkających na terenach dawnej Rzeczypospolitej Obojga Narodów, a 1850, kiedy zniesiono granice celne między Królestwem Kongresowym, a Królestwem Pruskim.